# Чефаро, Ирен
Ирен Чефаро (Irene Cefaro, 31 августа 1935, Рим) — итальянская киноактриса 1950-х годов.

## Биография
В молодости победила на конкурсе «Мисс Рим» 1952 года, и почти сразу же привлекала внимание кинопродюсеров. Первым фильмом, в котором приняла участие, стала лента Дона Джованни и Милтона Кримса Il maestro di Don Giovanni. В дальнейшем работала с крупнейшими режиссёрами своего времени: Феллини, Матараццо, Коменчини, Лидзани.
Исполнила роль Мариуцции, дочери станционного смотрителя в исполнении Тото, в фильме Destinazione Piovarolo (1955). В картине Мошенники великого Федерико Феллини, в том же году, исполнила роль Маризы.
В конце 1950-х оставила кинематограф, с тем чтобы посвятить себя семье.

## Фильмография
- Il maestro di Don Giovanni, Милтон Кримс и Витторио Вассаротти (1953)
- Delirio, Джорджи Капитани, Пьерре Биллион (1954)
- Guai ai vinti, Раффаэлло Матараццо (1954)
- Cronache di poveri amanti, Карло Лиццани (1954)
- Мошенники, Федерико Феллини (1955)
- Destinazione Piovarolo, Доменико Паолелла (1955)
- Bravissimo, Луиджи Филиппо Д’Амичо (1955)
- Uomini e lupi, Джузеппе де Сантис (1956)
- Mariti in città, Луиджи Коменчини (1957)
- Человек в коротких штанишках, Гвидо Пеллегрини (1958)
- L’ultima canzone, Пино Мерканти (1958)
- Le donne ci tengono assai, Антонио Амендола (1959)